# Телесные наказания в семье

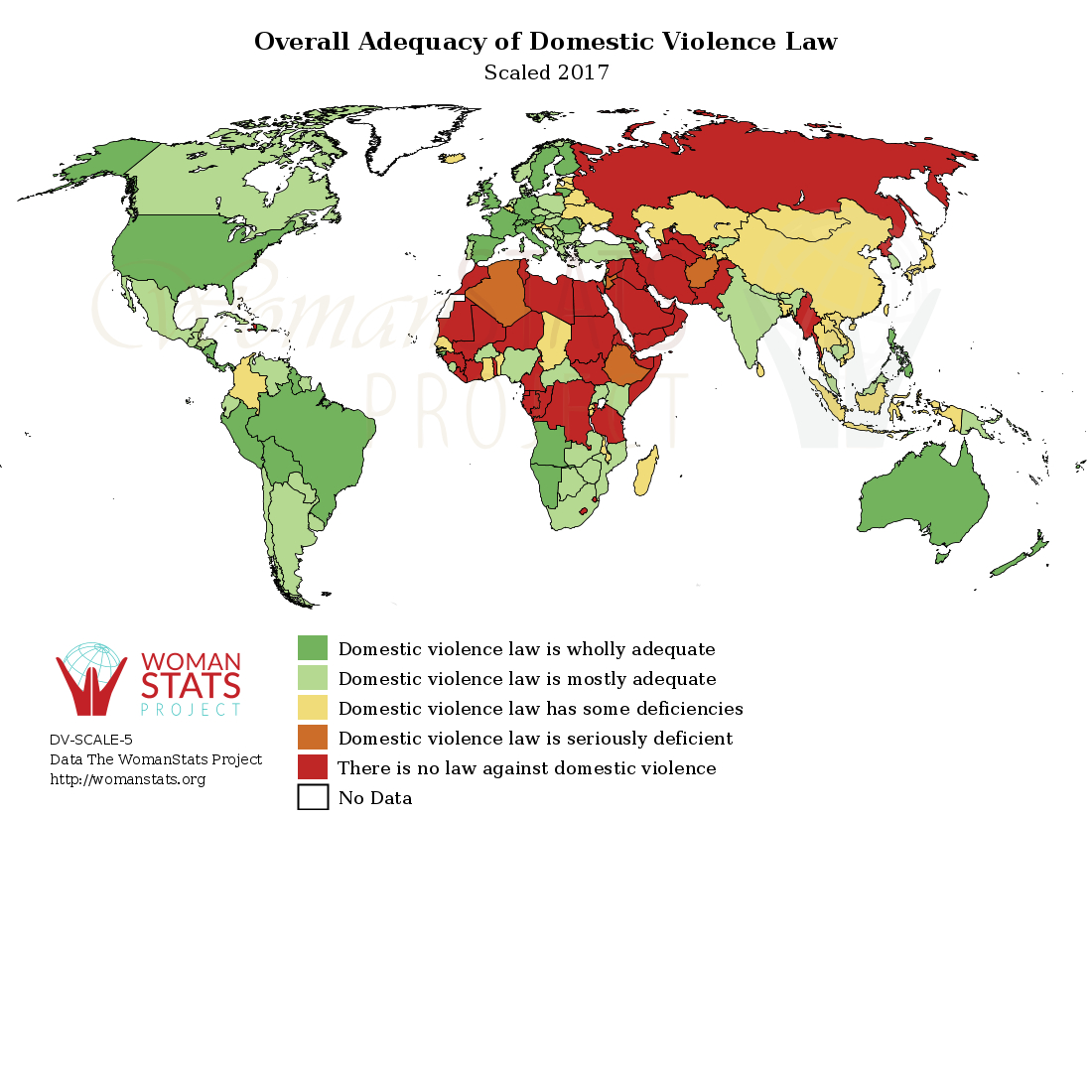
Всемирная карта существования законов против домашнего насилия и их потенциала по борьбе с этой проблемой по состоянию на 2017 год

Страны, по состоянию на 2021 год, в которых родительские телесные наказания запрещены.

Законность телесных наказаний детей по состоянию на 2024 год
 Телесные наказания запрещены только в школах  Телесные наказания не запрещены
Теле́сные наказа́ния в семье́, также родительские телесные наказания — подвид телесных наказаний, форма физического насилия, осуществляемого в отношении ребёнка его родителем (родителями), другим родственником или опекуном, обычно посредством шлёпания и нанесения пощёчин, либо порки предметом, например, ремнём, паддлом, тростью, домашней обувью.
Порицаются Всемирной организацией здравоохранения при ООН. Организация требует полного запрета телесных наказаний детей, объясняя это вредом для их физического и психического здоровья.
С древних времён во многих культурах считалось, что на родителях лежит обязанность наказывать детей, телесные наказания считались приемлемыми. В 1950—1960-е годы ситуация изменилась, чему во многом способствовало издание в 1946 году книги педиатра Бенджамина Спока The Common Sense Book of Baby and Child Care, которая призывала относиться к детям как к личностям, в противовес господствовавшей тогда точке зрения о том, что детей не следует баловать: к примеру, не рекомендовалось укачивать детей, которые плачут. Изменения, начатые Споком, впоследствии стали поддерживаться во всём мире. С 1979 по 2024 год телесные наказания родителями были запрещены в 67 (в том числе в 35 европейских и 12 африканских) странах. Во многих странах, где подобного запрета нет, данная практика вызывает множество споров. Например, в США телесные наказания не трактуются как побои и насилие и приравниваются к мерам, применяемыми к преступникам при задержании, и не всегда приравниваются к понятию «насилие над детьми» (англ. child abuse). Даже в тех странах, где запрет есть, он появился только лишь сравнительно «недавно».

## Юридический статус

### Запрещено законодательно
На 2024 год телесные наказания в семье законодательно запрещены в 67 странах:
| Страна              | Год  |
| ------------------- | ---- |
| Австрия             | 1989 |
| Албания             | 2010 |
| Андорра             | 2014 |
| Аргентина           | 2014 |
| Бенин               | 2015 |
| Болгария            | 2000 |
| Боливия             | 2014 |
| Бразилия            | 2014 |
| Венгрия             | 2005 |
| Венесуэла           | 2007 |
| Гвинея              | 2020 |
| Германия            | 2000 |
| Гондурас            | 2013 |
| Греция              | 2006 |
| Грузия              | 2019 |
| Дания               | 1997 |
| Республика Конго    | 2010 |
| Замбия              | 2022 |
| Израиль             | 2000 |
| Ирландия            | 2015 |
| Исландия            | 2003 |
| Испания             | 2007 |
| Кабо-Верде          | 2013 |
| Кипр                | 1994 |
| Колумбия            | 2021 |
| Республика Корея    | 2021 |
| Косово              | 2019 |
| Коста-Рика          | 2008 |
| Куба                | 2022 |
| Лаос                | 2024 |
| Латвия              | 1998 |
| Литва               | 2017 |
| Лихтенштейн         | 2008 |
| Люксембург          | 2008 |
| Маврикий            | 2022 |
| Северная Македония  | 2013 |
| Мальта              | 2014 |
| Молдова             | 2008 |
| Монголия            | 2016 |
| Непал               | 2018 |
| Нидерланды          | 2007 |
| Никарагуа           | 2014 |
| Новая Зеландия      | 2007 |
| Норвегия            | 1987 |
| Парагвай            | 2016 |
| Перу                | 2015 |
| Польша              | 2010 |
| Португалия          | 2007 |
| Румыния             | 2004 |
| Сан-Марино          | 2014 |
| Сейшельские Острова | 2020 |
| Словения            | 2016 |
| Таджикистан         | 2024 |
| Того                | 2007 |
| Тунис               | 2010 |
| Туркменистан        | 2002 |
| Украина             | 2004 |
| Уругвай             | 2007 |
| Финляндия           | 1983 |
| Франция             | 2019 |
| Хорватия            | 1999 |
| Черногория          | 2016 |
| Швеция              | 1979 |
| Эстония             | 2014 |
| ЮАР                 | 2019 |
| Южный Судан         | 2011 |
| Япония              | 2020 |
| Италия              | 1996 |
| Турция              | 2002 |

При этом само определение телесных наказаний в некоторых странах различно. Например, в Швеции телесное наказание является уголовно наказуемым деянием только, если были нанесены настолько сильные повреждения, что оно может классифицироваться как побои; в Норвегии с 2005 по 2010 годы нанесение «аккуратных шлепков» сразу после проступка не попадало под запрет.

### Частично разрешено

#### Беларусь
В законах страны нет прямого запрета на телесные наказания детей, ровно как и нет прямого права на такое наказание. При этом, наказание не должно попадать под определение телесных повреждений. Любое нанесение телесных повреждений запрещено законом и в зависимости от тяжести может квалифицироваться как административное правонарушение или уголовное преступление. Нанесение телесных повреждений членам семьи является отягчающим обстоятельством при принятии решения судом.
Начиная с 2013 года в «Законе о правах ребёнка» указано, что государство обеспечивает безопасность ребёнка от различных видов насилия, в том числе физического и психического, но не содержит прямого запрета на применение телесных наказаний по отношению к ребёнку. Другие кодексы Республики Беларусь также содержат требования о защите детей от вредного физического и психического воздействия, но не содержат прямых запретов на телесные наказания по отношению к детям.
Опрос среди родителей, проводимый ЮНИСЕФ в Беларуси в 2018 году показал, что около 80 % респондентов предпочитают использовать ненасильственные методы воспитания детей. Несмотря на такие высокие проценты, реальная статистика наказаний менее позитивна. Так, 29 % респондентов ответили, что за месяц до опроса хотя бы раз применяли телесные наказания к детям, а около 83 % процентов респондентов считают, что телесные наказания эффективны или оправданы в некоторых случаях.

#### Бельгия
В Бельгии нет законодательного запрета на телесные наказания. Вопрос о запрете уже рассматривали несколько раз. В 2005 году после требования ввести закон, власти Бельгии отказались обсуждать этот вопрос, сославшись на наличие общего запрета на насилие. В 2013 году несколько фондов защиты детей обратились в ЕС с требованием признать нарушение конвенции о правах ребёнка, в котором после 2006 года явно указан запрет на любые телесные наказания: «какими бы легкими они не являлись» и ЕС признал нарушение, но власти Бельгии снова проигнорировали запрос. Лишь в 2021 году в Бельгии приняли законопроект о полном запрете телесных наказаний по отношению к детям, но его отложили и не рассматривают до сих пор (по состоянию на август 2022 года).

#### Мексика
В стране есть федеральный запрет на применение телесных наказаний, но для его применения, каждый штат самостоятельно должен его принять. По состоянию на декабрь 2020 года, в 21 из 32 штатах официально принят этот запрет.

#### Китай
В 2013 году правительство сообщило Комитету по правам ребёнка, что законы Китая прямо запрещают любые телесные наказания детей, в том числе дома, но юридически в положениях отсутствуют прямые запреты на все телесные наказания. Также, власти заявили о своей приверженности запрету любых телесных наказаний детей, четко приняв рекомендации сделать это, сделанные в ходе Универсального периодического обзора Китая в 2018 году, однако на январь 2020 года изменений в законодательстве, касающихся прямых запретов телесных наказаний, не было.

#### Чехия
Чехия уникальна тем, что в 2011 году в закон о семье ввели обязанность детей слушаться своих родителей. Родители, которые наказывают своих детей, аргументируют это именно данным законом.
В 2021 году правительство подтвердило Комитету по правам ребёнка, что телесные наказания не были полностью запрещены, но «изыскиваются пути сокращения случаев применения телесных наказаний». Правительство заявило, что оно проводит информационно-просветительские кампании по вопросам позитивного воспитания детей и негативных последствий телесных наказаний. В нём подчеркивалось, что «общественное мнение в Чешской Республике разделилось, поэтому отмена телесных наказаний была постепенным процессом» и что кампании по повышению осведомленности помогли детям понять, что «телесные наказания и насилие не являются нормальным поведением».
В июне 2023 года Министерство юстиции объявило, что в Гражданский кодекс будут внесены поправки, чтобы запретить телесные наказания детей во всех условиях, в том числе в домашних условиях. Ожидалось, что законопроект будет внесён в парламент с июля 2023 года. В мае 2024 года Министерство юстиции опубликовало законопроект о внесении поправок в Гражданский кодекс. Статья 858 о родительской ответственности запрещает телесные наказания детей со стороны родителей: «Родительская ответственность включает в себя обязанности и права родителей, которые заключаются в уходе за ребенком, включая, в частности, заботу о его здоровье, его физическое, эмоциональное, интеллектуальное и моральное развитие без физического наказания, психических трудностей и других унизительных мер». Правительство указало, что закон направлен не на криминализацию взрослых, а на их просвещение. К маю 2024 года законопроект всё ещё должен был быть обсужден правительством до его представления в парламент.

#### Другие страны
В этих странах нет запрета на применение телесных наказаний, хотя в них нет и законного разрешения на это. Кроме того, в этих странах отсутствуют прецеденты наказаний за применение телесных наказаний, не сравнимых с побоями:
- Азербайджан
- Армения
- Босния и Герцеговина
- Казахстан
- Кыргызстан
- Саудовская Аравия
- Сербия
- Узбекистан
- Швейцария

### Законодательно разрешено
В ряде стран семейные телесные наказания разрешены, что оговорено в законах; при этом уделяется внимание тому, что наказание не должно переходить в избиение.

#### Австралия
В Австралии телесные наказания детей разрешены, при условии, что они осуществляются «разумно» (англ. reasonable), а за нанесение «побоев» родители могут быть привлечены к ответственности. В штате Тасмания и других статус физических наказаний пересматривается. В Новом Южном Уэльсе действует закон, в котором отдельно оговорено право родителей на исправительное воздействие в отношении детей.
Проведённый в 2002 опрос общественного мнения году показал, что большинство родителей выступает против применения порки, но считает допустимым шлёпание рукой, без использования других предметов, хотя прямого запрета на законодательном уровне ни на порку, ни на использование каких-либо предметов для нанесения шлепков в Австралии никогда не было и нет (по состоянию на 2024 год).

#### Великобритания
В Англии и Северной Ирландии домашние телесные наказания не запрещены законодательно, в законе закреплено право на их применение, но оговорено, что от них не должно оставаться следов; в Шотландии с 2020 и в Уэльсе с 2022 года запрещено наказывать детей физически как-либо. Опрос от 2021 года, проведённый среди родителей Великобритании, показал, что 49 % респондентов поддерживают отмену закона, разрешающего телесные наказания, против высказались 34 % респондентов, остальные воздержались. При этом, хотя бы раз в жизни применяли телесные наказания к своим детям 64 % опрошенных, где 35 % делали это не более «пары» раз в жизни. Никогда не применяли телесные наказания 34 % респондентов и 8 % участников опроса отказались отвечать на вопрос.

#### Египет
Телесные наказания разрешены в семье. Закон № 126 от 2008 года внёс поправки в Закон о детях 1996 года, чтобы усилить правовую защиту прав детей, включая защиту от вреда. Статья 1 Закона с поправками гласит, что государство должно гарантировать, как минимум, те же права, которые предусмотрены в Конвенции о правах ребёнка и других соответствующих международных договорах, применимых в Египте. Однако попытки ввести в закон полный запрет телесных наказаний детей не увенчались успехом. Статья 3 гласит, что закон должен обеспечивать «право ребенка на выживание и развитие в благоприятной семейной среде, на использование различных превентивных мер и на защиту от всех форм насилия или травм, физического, психического или сексуальное насилие, или небрежность, или небрежное обращение, или любые другие формы жестокого обращения или эксплуатации». Но статья 7 подтверждает «право родителей/опекунов на дисциплинарное взыскание», глася: «С должным учетом обязанностей и прав лица, несущего ответственность за уход за ребенком, и его права на дисциплинарное взыскание законными средствами, запрещается умышленно подвергать ребенка любому незаконному физическому насилию или вредным действиям». Положения о борьбе с насилием и жестоким обращением в Законе о детях, Уголовном кодексе 1937 года и Конституции 2012 года не толкуются как запрещающие любые телесные наказания детей.

#### Ирак
Статья 41 Уголовного кодекса Ирака 1969 года гласит: «Нет состава преступления, если деяние совершено при осуществлении законного права. Следующее считается осуществлением законного права: (1) наказание жены ее мужем, дисциплинарное взыскание родителями и воспитателями детей, находящихся под их властью, в определенных пределах, установленных законом или обычаем…».
Конституция 2005 года гласит, что «запрещаются все формы насилия и надругательства в семье, школе и обществе» (статья 29(4)) и что «запрещаются все формы психологических и физических пыток и бесчеловечного обращения» (статья 4). 39(1)), но ни они, ни положения Закона о благосостоянии несовершеннолетних 1983 года, направленные против насилия и жестокого обращения, не истолковываются как запрещающие все телесные наказания в воспитании детей.

#### Иран
Статья 1179 Гражданского кодекса 1935 г. с поправками 1991 г. гласит: «Родители имеют право наказывать своих детей, но они не должны злоупотреблять этим правом, наказывая своих детей сверх меры наказания». Исламский уголовный кодекс 1991 г. с поправками, внесёнными до 2012 г., прямо предусматривает право родителей применять телесные наказания, утверждая в статье 49: «Дети в случае совершения преступления освобождаются от уголовной ответственности; и их исправление является обязанностью их опекунов или, в соответствующих случаях, Центра исправления и реабилитации несовершеннолетних. Примечание 1: Ребенок – это лицо, не достигшее возраста половой зрелости, как это предусмотрено исламским шариатом. Примечание 2: Если телесное наказание считается необходимым для исправления малолетних правонарушителей, оно должно быть умеренным и целесообразным». Статья 59 гласила: «Следующие действия не считаются правонарушением: (1) Действия, совершенные родителями и законными опекунами несовершеннолетних и душевнобольных с целью их наказания или защиты, при условии, что наказание и защита осуществляются в рамках обычного права… ». Это положение, по-видимому, повторяется в Исламском уголовном кодексе 2013 года, где в статье 158 говорится, что не является преступлением, когда родители или законный опекун наказывают своих детей «при условии, что дисциплинарные меры находятся в рамках религии и обычаев».
Закон о защите детей и подростков 2002 г. запрещает «все виды жестокого обращения, приводящие к физическому, психическому или моральному ущербу ребенку и создающие угрозу его физическому или психическому здоровью» (статья 2), но устанавливает, что «действия в рамках статьи 59 Исламские законы о наказаниях, ратифицированные 09.07.1370 (1991), и статья 1179 Гражданского закона, ратифицированная 19.01.1314 (1935), исключены из настоящего закона» (статья 7).

#### Канада
В Канаде родители могут всячески наказывать детей, в том числе и шлёпать, но на это накладывается ряд ограничений.
В 1892 году в Уголовном кодексе Канады появился раздел 43, в котором говорилось, что родители, учителя и другие воспитатели не будут считаться виновными, если применяемая сила с целью исправления поведения ребёнка является «reasonable» (разумной, приемлемой, допустимой) при тех или иных обстоятельствах". Поскольку в тексте закона никак не разъяснялось, сколько ударов и какой силы подразумевает понятие «reasonable», каждый трактовал его по-своему. Где проходит разделительная черта между «можно» и «нельзя», решал суд, и многим людям был вынесены приговоры за то, что они, по мнению судьи, вышли за пределы допустимого. Из-за этого многие родители даже подумать боялись о шлёпании или порке и воспринимали текст закона как формулировку «запрещено бить», ожидая принятия новой формулировки закона, в которой будет разрешено хотя бы шлёпать детей. В то же время в конце XX века группы юристов, Канадская Ассоциация в Поддержку Детей, Молодёжи и Закона, и другие детские организации стали яростно критиковать закон, которому было уже больше века, называя его дискриминационным, негуманным и изрядно устаревшим. Таким образом, особенно в 2003 году, в Верховный Суд Канады поступало множество писем, содержавших высказывания «за» и «против» и просьбы о пересмотре формулировки.
30 января 2004 года, в ходе рассмотрения дела Канадский фонд детства, юности и закона против Канады Верховный суд Канады постановил, что «разумное» использование физического воздействия на детей допустимо и не нарушает прав детей, при соблюдении следующих условий: наказывать можно родителям либо официальным опекунам, ни другие родственники, ни няни, ни учителя не имеют права этого делать, кроме некоторых особых случаев, например, если физическое воздействие (пощёчины, подзатыльники) необходимо, чтобы разнять драку или если ребёнок выбежал на дорогу и его необходимо поймать. Суд также постановил, что если ребёнок является подростком (старше 12 лет), то наказание может сделать его депрессивным, поэтому наказывать детей старше двенадцатилетнего возраста нельзя; использование силы должно быть «соответствующим обстоятельствам», что означает недопустимость телесного вреда, даже потенциального; недопустимы: нанесение шлепков и ударов по голове, использование любых предметов; осуществление наказания в состоянии гнева или из-за гнева. Сила должна иметь «образовательный эффект», и ребёнок должен быть способным понять и извлечь из этого; наказания за проступки, которые были совершены непреднамеренно, воспрещаются. Кроме того, в 43-м параграфе уточняется, что наказание должно иметь «кратковременный и несерьёзный» эффект, например, нельзя наносить удары, следы от которых не проходят в течение нескольких часов. У провинций Канады есть право полностью запрещать физические наказания на своей территории.
На данный момент Канада не планирует делать шлепки полностью противозаконными.

#### Объединенные Арабские Эмираты
Статья 2.2 Закона No 3/2016 о правах ребёнка (или Закон «Вадема») признает «право» родителей «дисциплинировать» своего ребёнка. Объединённые Арабские Эмираты выразили свою приверженность запрету телесных наказаний во всех условиях, приняв четкие рекомендации, сделанные в ходе Всеобщего периодического обзора в 2018 году. В начале 2018 года она стала страной-путешественницами с Глобальным партнёрством по прекращению насилия в отношении детей.

#### Россия
В России применение телесных наказаний в отношении детей законно, но существуют ограничения и рекомендации, регулирующие их применение.
Семейный кодекс РФ разрешает родителям применять «умеренную физическую силу» для воспитания своих детей, но запрещает причинять физические или психические страдания, использовать предметы для нанесения ударов ребёнку или применять физические наказания к детям младше одного года.
Национальный Институт защиты детства (создан некоммерческим Национальным фондом защиты детей от жестокого обращения) в 2019 году опубликовал аналитический отчёт об отношении россиян к использованию насильственных методов воспитания детей. Опрос 1600 россиян показал, что около 25 % родителей били детей ремнём, при этом принципиально допустимым для «серьёзных случаев» телесное наказание считают до двух третей родителей.
В 2016 году была попытка ввести законопроект «О профилактике семейного насилия», но в итоговой редакции он привёл к обратному эффекту: декриминализации семейных побоев.

#### Сингапур
Статья 89 Уголовного кодекса 1872 года гласит, что «ничего, что делается добросовестно в интересах лица, не достигшего 12-летнего возраста, или душевнобольного, с согласия или с согласия, явного или подразумеваемого, опекуна или другого лицо, имеющее законное обвинение в отношении этого лица, не является правонарушением по причине любого вреда, который оно может причинить, или намеренно причинить причинитель, или известно, что виновный может причинить этому лицу», при условии, что оно не не причиняют, не могут или не предназначены для причинения смерти или тяжких телесных повреждений. В соответствии со статьей 3 Закона о применении английского права 1993 года применяется английское общее право, которое включает правовую защиту «разумного наказания». Статья 64 Женской хартии 1961 года запрещает насилие в семье, но это «не включает в себя любую силу, законно применяемую в целях исправления по отношению к ребенку младше 21 года».
Законы, касающиеся детей, были значительно пересмотрены в 2011 году, но телесные наказания не были запрещены и были повторно разрешены вне дома. Среди рассмотренных законов был Закон о детях и подростках 1993 года: этот Закон защищает детей от «жестокого обращения», но включает в себя только «ненужную физическую боль, страдания или телесные повреждения». По состоянию на февраль 2019 года Закон о детях и молодежи 1993 года находился на рассмотрении, но предлагаемые поправки не касались телесных наказаний детей.
В Универсальном периодическом обзоре Сингапура в 2016 году правительство заявило, что телесные наказания детей «являются крайней мерой» и «требуют соблюдения строгих гарантий после того, как консультирование и альтернативные дисциплинарные методы неоднократно оказывались безуспешными». В ходе обзора с Комитетом по ликвидации дискриминации в отношении женщин в 2017 году Правительство заявило, что «рассмотрит вопрос» о введении запрета на все телесные наказания детей. Однако в докладе Сингапура Комитету по правам ребёнка подчеркивается, что он «не рассматривает телесные наказания как пытку или жестокое, бесчеловечное или унижающее достоинство обращение» и что телесные наказания «не являются обычным наказанием в Сингапуре».

#### Сирия
Телесные наказания являются законными в доме. Уголовный кодекс 1949 года, который основан на Уголовном кодексе Ливана, позволяет родителям и учителям наказывать детей «как это санкционировано общим обычаем». Отцовская опека регулируется Законом о личном статусе 1953 года и включает в себя осуществление дисциплинарных полномочий (статья 170).

#### Словакия
Несмотря на большое количество обсуждений, предложений и обещаний властей Словакии запретить домашние телесные наказания, они всё ещё разрешены законодательно.

#### США
Несмотря на то, что среди многих иммигрантов или просто людей в постсоветском пространстве широко распространён слух, что в Америке как-то физически наказывать детей запрещено законом и что это чревато не только лишением родительских прав, но и уголовным заключением и тюрьмой, да и в самих США взгляды на телесные наказания разнятся, на данный момент ни в одном штате страны нет прямого законодательного запрета на их применение в семье. Предложения о введении прямого запрета поступали в Массачусетсе и Калифорнии, но не были приняты в виде законов. В Делавэре в 2012 было запрещено нанесение физического вреда, причинение любой боли и любые действия, влекущие ухудшение физического состояния ребёнка.
Федеральное законодательство обеспечивает руководство для штатов путем определения минимального набора действий или поведения, которые определяют жестокое обращение с детьми и безнадзорность и штрафы/наказания для нарушивших эти правила. Федеральный закон о профилактике и лечении жестокого обращения с детьми (CAPTA) (42 U.S.C.A. § 5106g) с поправками, внесёнными Законом о повторном разрешении CAPTA 2010 года, определяет жестокое обращение с детьми и безнадзорность как минимум:
«Любое недавнее действие или недействие со стороны родителя или опекуна, которое приводит к смерти, серьёзному физическому или эмоциональному ущербу, сексуальному насилию или эксплуатации»; или
«Действие или бездействие, которое представляет собой неминуемую опасность серьёзного вреда».
Это создало неправильное представление о том, что в США незаконно применять физические наказания в семье и что в большинстве случаев таковые обернутся лишением родительских прав и тюремным заключением. Однако, такие воздействия не попадают под определения «злоупотребление над детьми» и «жестокое обращение с детьми». Законы против побоев, нападений и/или жестокого обращения с детьми делают исключения для «разумного» физического наказания со стороны родителей и школьных учителей, защиту, основанную на общем праве и, в частности, английском праве. Таким образом, в США нет и никогда не было законодательного запрета на порку родителями.
Однако, в некоторых случаях применение физических наказаний в семье родителями или опекунами является кринимальным деянием. Можно сказать, что некоторые законы частично запрещают бить и ограничивают силу удара и «власть родителей» в этом вопросе. В большинстве штатов в законах отдельно оговорены такие понятия, как нападение, насилие над детьми, побои, домашнее насилие и «child abuse» на английском, при этом грань между всеми этими понятиями и телесными наказаниями определяется законами штата и не всегда является чёткой. Однако, не во всех случаях физическое наказание младшего поколения в США заканчивается лишением родительских прав или уголовным заключением в тюрьму. В 49 штатах(кроме Флориды) в Уголовном кодексе оговорено, что родители и учителя будут оправданы, если примененное ими физическое воздействие будет признано как «разумное в тех или иных обстоятельствах», однако, не даны сноски, что подразумевается под последним понятием. В 2008 году Верховный суд Миннесоты посчитал, что телесное наказание, применённое родителями к двенадцатилетнему сыну — нанесение 36 ударов паддлом — является побоями, но затем это решение было оспорено из опасения, что оно вызовет запрет телесных наказаний вообще.В США расовая и половая принадлежность человека, а также слой общества, к которому он принадлежит, зачастую определяют его взгляды в отношении телесных наказаний. Мальчиков шлёпают чаще, чем девочек, наказание в отношении мальчиков обычно сильнее и более жестоко, несмотря на результаты исследований, свидетельствующих о том, что наказывать их ещё более контрпродуктивно. Родители в состоятельных семьях шлёпают детей реже, в семьях среднего достатка чаще, в бедных семьях телесные наказания наиболее распространены. В семьях афроамериканских детей наказывают чаще, чем в семьях белых.
Применение телесных наказаний может вызвать проверки со стороны защищающих детей социальных работников, попадая в сферу влияния организации Child Protective Services. Законы предписывают наблюдателям сообщать о случаях наличия на детях следов насилия. Если социальными работниками определяется плохое отношение к ребёнку, они имеют право предупредить родителя и установить в базе агентства отметку напротив его имени, вплоть до немедленного изъятия ребёнка из семьи.

#### Таиланд
Телесные наказания являются законными в доме. Статья 1567 Гражданского и Коммерческого кодекса гласит: "Лицо, осуществляющее родительские полномочия, имеет право наказывать ребенка разумным образом в дисциплинарных целях". Статья 26 Закона о защите детей 2003 года гласит, что никто не должен действовать таким образом, чтобы пытать физическое или психическое состояние ребёнка, но она явно не запрещает все телесные наказания. Положения о борьбе с насилием и жестоким обращением в пересмотренном Уголовном кодексе 2003 года, Уголовно-процессуальном кодексе и Законе о бытовом насилии 2007 года не интерпретируются как запрещающие все телесные наказания при воспитании детей.
Первоначально правительство взяло на себя обязательство запретить в ответ на рекомендации по запрещению телесных наказаний, сделанные во время Всеобщего периодического обзора Таиланда в 2011 году: "Телесные наказания уже запрещены в школах и других альтернативных учреждениях по уходу. Мы полны решимости улучшить законы, чтобы запретить телесные наказания в общинах и семьях... Как государство-участник КПР, Таиланд привержен искоренению телесных наказаний, а также жестокого обращения с детьми и сексуальной эксплуатации..." Но в своём докладе для Универсального периодического обзора в 2016 году правительство заявило, что телесные наказания запрещены в статье 26 Закона о защите детей 2003 года и в статье 1567 Гражданского и Коммерческого кодекса, «которая позволяет опекуну наказывать ребенка только разумным образом в дисциплинарных целях». Тем не менее, правительство продолжило принимать рекомендации по запрещению телесных наказаний во всех условиях, включая дома.

## Точки зрения на телесные наказания
Результаты нескольких исследований свидетельствуют о том, что телесные наказания могут провоцировать тревогу, алкоголизм, инфантильность и проблемы дефицита внимания с гиперактивностью, а также быть источником других проблем. О вреде телесных наказаний говорят и многие международные организации, в том числе ЕС и ООН.
Однако, существует альтернативное мнение о том, что телесные наказания не только не вредны, но и полезны для развития ребёнка. В США и Великобритании от 61 до 80 процентов населения поддерживают их применение, в Швеции до запрета, введённого в 1979 году, более половины населения считали телесные наказания необходимой частью воспитательного процесса; к 1996 году количество поддерживающих данную точку зрения людей равнялось 11 %, менее 34 % считают такие наказания допустимыми.
С другой стороны, подобные исследования критиковались как ненадёжные из-за проблем в методологии. Тем не менее, лонгитюдное исследование, законченное в Тулейнском университете в 2010 году, подтвердило наличие отрицательного эффекта от наказаний. Согласно автору исследования, Кэтрин Тэйлор, результаты свидетельствуют о том, что причина агрессивного поведения детей, которых бьют, не в том, что бьют более агрессивных детей.
Социальные психологи предполагают, что резкие отличия между мнением населения и научными данными являются следствием когнитивного диссонанса. В таких странах, как США и Великобритания, шлёпать детей прямо законодательно не запрещено, однако побои по отношению к детям не только запрещены, но и жёстко порицаются обществом. Из-за этого шлёпающим детей людям сложно принять результаты научных исследований, так как, признав, что наказание вредит детям, они чувствуют себя жестокими. Аналогично, те, кого в детстве били, зачастую не могут признать, что собственные родители были с ними жестоки, и чувствуют себя жертвами. Такие чувства могут вызывать эмоциональный дискомфорт, заставляя отбрасывать научные данные в пользу слухов и искажённой саморефлексии. Часто это выражается во фразах вроде: «Я бил своих детей, и они выросли хорошими людьми», или: «Меня били, но я вырос нормально». Данные фразы не могут быть использованы для обоснования из-за отсутствия определения «нормального» или «хорошего» человека, а также игнорирования или отрицании возможно наличествующих проблем.

## Исследования влияния телесных наказаний
Выводы литературного обзора, проведённого в 1996 году Робертом Ларзелером, заключаются в том, что шлёпание может вызвать кратковременную покорность распоряжениям родителей, если применяется по отношению к детям от 2 до 6 лет, выполняется только рукой и при отсутствии свидетелей, с частотой не больше раза в неделю. Несмотря на это, исследованный также метод минутного тайм-аута был настолько же или более эффективен. Долговременные эффекты шлёпания не исследовались.
Дайана Баумринд исследовала последствия различных стилей воспитания детей и выразила мнение о том, что лёгкие шлепки открытой ладонью в авторитетном стиле воспитания (не авторитарном), скорее всего, не будут иметь значительного отрицательного эффекта. Она также указала на то, что из-за слишком значительного влияния прочих факторов невозможно выяснить, является ли шлёпание хорошим методом родительства, а имеющиеся исследования часто предвзяты из-за влияния на результат точки зрения авторов.
В исследовании 1996 года М. Страус сделал вывод о том, что дети, которых били в детстве, более агрессивны, чаще бьют своих детей и супругов, а также чаще ругаются со своими супругами. Согласно исследованию 1996 года Кона (англ. Cohen), дети старшего возраста, если их бьют, чаще проявляют физическую агрессию, имеют в среднем больше проблем со злоупотреблением наркотиками (включая алкоголь) и со следованию законам. Исследование 1997 года, проведённое Страусом, Дэвидом Шугамэном (англ. Sugarman) и Джайлз-Симсом обнаружило, что постоянное использование даже несерьёзных физических наказаний, в отличие от других видов, приводит к отрицательным последствиям для детей. Эти выводы критиковал Ларзелер. Ларзелер утверждает, что лёгкие наказания не могут иметь отрицательного эффекта на детей.
Социолог и сексолог Игорь Кон в своей книге делает обзор исследований телесных наказаний, подчёркивая, что психологи, не поддерживающие полный запрет телесных наказаний, рекомендуют не смешивать понятия порки и шлепка ладонью, который не наносит ущерба здоровью ребёнка и который сами дети признают законным. Также в литературе по практической психологии есть рекомендация разделять понятия наказания — чаще всего отсроченного по времени и малоэффективного — и отрицательного подкрепления (нахмуривание бровей, неприятный звук, но может быть и шлепок), которое не отделено по времени от демонстрации нежелательного поведения и может быть эффективным методом его контроля, в том числе у детей.
Американская академия педиатрии (англ. American Academy of Pediatrics) в официальном заявлении сообщила, что «физические наказания имеют ограниченный эффект и имеют потенциальные отрицательные последствия». Академия рекомендует избегать битья детей, указывая на то, что наказание, не являющееся шлепком ладонью по ягодицам или конечностям, категорически недопустимо. В качестве обоснования приводится вывод нескольких исследований, в котором говорится о повышенной агрессивности, проблемах с наркотиками и законом подвергавшихся битью в детстве людей. Исследование, опубликованное в журнале Pediatrics в 2012 году и основанное на данных, полученных от взрослых, не подвергавшихся насилию, в США показало корреляцию между сильным физическим наказанием, агрессией и разнообразными психиатрическими расстройствами.
Психологический педиатрский комитет Канадского общества педиатров тщательно исследовал доступные работы в спорной области шлёпания детей (7—15 лет). Выводы существующих исследований свидетельствуют о том, что шлепки и другие формы физического насилия связаны с отрицательными для детей последствиями. Поэтому Канадское общество педиатров рекомендует врачам резко осуждать любые формы телесных наказаний. В Великобритании Королевский колледж педиатрии и детского здоровья и Королевский колледж психиатрии выступают за полный запрет физических наказаний, сообщив, что «считают неверным и неосуществимым поиск допустимых форм физического наказания детей. Подобные упражнения несправедливы. Удары, наносимые детям, — это урок плохого поведения», а также что «бить детей недопустимо ни в каких случаях». Австралийское психологическое общество утверждает, что физические наказания детей не могут быть использованы даже в самых минимальных количествах, не учат допустимому поведению и часто поощряют недопустимое — вызывающее неповиновение, вступление в преступные группировки и принятие насилия в качестве нормального ответа на конфликтные ситуации.
Оппоненты физического наказания иногда указывают на то, что шлепки являются насилием по определению. Некоторые исследования свидетельствуют о том, что в семьях, где используется физическое наказание, уменьшается доверие между детьми и родителями, а дети вырастают злопамятными, замкнутыми, неуверенными или агрессивными. У взрослых, которых в детстве подвергали физическим наказаниям, чаще обнаруживаются тревожные расстройства, злоупотребление алкоголя, а также гиперактивность. Некоторые исследователи предполагают, что наказания имеют эффект противоположный цели, так как дети не слушаются людей, которым не доверяют. Мета-анализ, проведённый в 2002 году Элизабет Гершофф, предметом которого были проводимые на протяжении 60 лет исследования, содержал вывод о том, что единственным положительным эффектом физических наказаний является немедленное повиновение, однако в долговременной перспективе уровень повиновения снижается. Физические наказания в выводе были связаны с девятью отрицательными последствиями, включая увеличение агрессии, проблемы с психическим здоровьем, сложности в общении с родителями и увеличение шанса стать мишенью нападений.
Противники физических наказаний утверждают, что больша́я часть насилия над детьми начинается со шлёпания: когда физическое воздействие становится нормой, перейти грань легче. Согласно результатам опроса, 40 % из 111 опрошенных матерей высказывали опасения в том, что могут причинить детям физический вред.
Кроме того, несколькими источниками, включая Американскую академию педиатрии, высказывается точка зрения, согласно которой сила воздействия должна постоянно увеличиваться для достижения эффекта.
Академия педиатрии также утверждает, что физическое наказание ухудшает отношения между родителями и детьми, уменьшая сотрудничество со стороны ребёнка.
Мета-анализ 88 исследований подтверждает наличие кратковременных и долговременных отрицательных последствий, включая агрессию, замещение взаимоотношения личности и внешнего мира внутренними представлениями и ухудшение психического здоровья. Обзор доступных на 2003 год данных привёл авторов к выводу о том, что имеются надёжные свидетельства того, что физические наказания провоцируют риски для физического и психологического состояния детей.
В исследовании 2006 года, посвящённому насилию в отношении детей, независимый эксперт генерального секретаря Генеральной ассамблеи указывал на то, что дети испытывают страдания, не только физические, но и моральные. Ретроспективное новозеландское исследование 2006 года привело авторов к выводу о том, что физические наказания были обычны в 1970—1980-х годах, 80 % опрошенных указывали на тот или иной вид физических наказаний со стороны своих родителей. Среди них 29 % сообщали о наказании рукой, 45 % — предметом, 6 % являлись жертвами физического насилия. Было выявлено, что физические наказания чаще исходили от отцов и зачастую включали удары по голове или торсу вместо ягодиц или конечностей.
В исследовании, опубликованном в 2008 году в издании American Journal of Preventive Medicine сообщалось, что матери, шлёпавшие своих детей, втрое чаще использовали также другие насильственные методы воспитания (6 % против 2 %), к примеру, избиения, прожигание кожи, пинки, удары предметами по голове и телу, тряска детей младше двух лет; частотность битья коррелировала с шансами наличия более серьёзного насилия.
Имеются сведения, полученные с помощью томографии, что люди 18—25 лет, которых били в детстве, имеют меньше серого вещества в префронтальной коре, что может вызывать снижение IQ.

## Связь с религией
Некоторые люди, использующие физические наказания, делают это по религиозным причинам. Дуглас Уилсон считает, что бить детей необходимо, так как в этом говорится в Библии («Кто жалеет розги своей, тот ненавидит сына; а кто любит, тот с детства наказывает его», Притчи 13:24), указывая, вместе с тем, на то, что библейское воспитание состоит вовсе не только из розог. Уилсон также указывает на слова «ибо кого любит Господь, того наказывает и благоволит к тому, как отец к сыну своему» (Притчи, 3:12)..
Хотя некоторые христиане наказывают своих детей физически по религиозным соображениям, Европейская комиссия по правам человека отклонила в 1982 году заявление шведской пары, утверждавшей, что запрет физических наказаний нарушает их права. Комиссар Совета Европы по правам человека сообщил, что права на свободу религии не могут нарушать права других на телесную неприкосновенность и достоинство личности.

## Организации, выступающие против применения физических наказаний
Несколько организаций выступили с заявлениями против применения физического насилия в качестве наказания.

### Международные
UNESCO рекомендует запрет телесных наказаний в школе, дома и властных структурах, утверждая, что оно является нарушением прав человека, контрпродуктивно, неэффективно, опасно и вредит детям.
Организация «Save the Children» выступает против любых видов физических наказаний детей.
В Интернете существует сайт «End corporal punishment», нацеленный на то, чтобы добиться законодательного запрета на физические наказания и для школ, и для семей во всех странах мира.

### Австралия
Австралийское психологическое общество утверждает, что физические наказания детей — неэффективный метод воспитания, так как не предоставляет образца желаемого поведения, закрепляя нежелательное.

### Великобритания
Королевский колледж педиатрии и детского здоровья выступает против порки и любых ударов безотносительно обстоятельств, а Королевский колледж психиатрии придерживается точки зрения, согласно которой телесные наказания недопустимы ни при каких обстоятельствах.

### Канада
Канадское общество педиатрии после проведения анализа имеющихся исследований пришло к выводу о том, что телесные наказания имеют множество отрицательных последствий, рекомендуя воздерживаться от подобной формы воспитания.

### США
Американская академия педиатрии утверждает, что физические наказания имеют несколько отрицательных эффектов и ограниченные положительные последствия, рекомендуя использование других методов воздействия на детей. На конференции Академии, проведённой в 1996 году, было выдвинуто утверждение об абсолютной недопустимости шлёпания детей до двухлетнего возраста; шлепки могут быть использованы по отношению к детям дошкольного возраста при использовании словесного уточнения, и не могут быть использованы по отношению к детям школьного возраста и старше. Национальная ассоциация социальных работников выступает против телесных наказаний дома, в школах и других местах ухода за детьми и их обучения.